# Pseudoparoplia perinetensis
Pseudoparoplia perinetensis är en skalbaggsart som beskrevs av Marc Lacroix 1997. Pseudoparoplia perinetensis ingår i släktet Pseudoparoplia och familjen Melolonthidae. Inga underarter finns listade i Catalogue of Life.